# Charles Tottie (generalkonsul)
Charles Tottie, född den 22 oktober 1781 på Långvinds bruk i Enångers socken, Gävleborgs län, död den 17 juli 1870 i London, var en svensk affärsman. Han var sonsons son till Thomas Tottie och far till Henry Tottie.
Tottie blev student vid Uppsala universitet 1798. Han hade anställning på handelskontor i Stockholm (från 1804), Portugal och (från 1806) London, där han 1808 etablerade egen firma, 1813 blev vice handelsagent och 1815–1869 var svensk-norsk generalkonsul. Han åtnjöt synnerligen stort anseende och inlade mycken förtjänst om Svenska församlingen i London samt var ledamot av bland annat Brittiska och utländska bibelsällskapet.